# کمپین گتیس‌بورگ
کمپین گتیس‌بورگ (انگلیسی: Gettysburg Campaign) یک سری جنگ پیوسته از جنگ‌های داخلی آمریکا است که در ماه‌های ژوئن تا ژوئیه سال ۱۸۶۳ در گرفت، پس از پیروزی‌های به دست آمده در نبرد چنسلورزویل، مؤتلفه به رهبری ژنرال رابرت ئی. لی از ارتش ویرجینیای شمالی به سمت شمال حرکت کردند در جهت انجام یک عملیات تهاجمی در مریلند و پنسیلوانیا
در روزهای یکم تا سوم ژوئیه سال ۱۸۶۳ ارتش جنوبی‌ها که تحت فرماندهی ژنرال باتجربهٔ خود یعنی رابرت ئی. لی قرار داشتند به نیروهای تحت فرماندهی ژنرال مید حمله کردند، ژنرال مید و نیروهایش در نزدیکی گتیس‌بورگ سنگر گرفته و در صدد دفاع از استحکامات بودند، سرانجام این نبرد شکست ارتش موتلفه و ژنرال لی بود. آنها پس از این شکست مجبور به عقب نشینی و ترک مواضع خود به سمت ویرجینیا شدند.

## نگارخانه

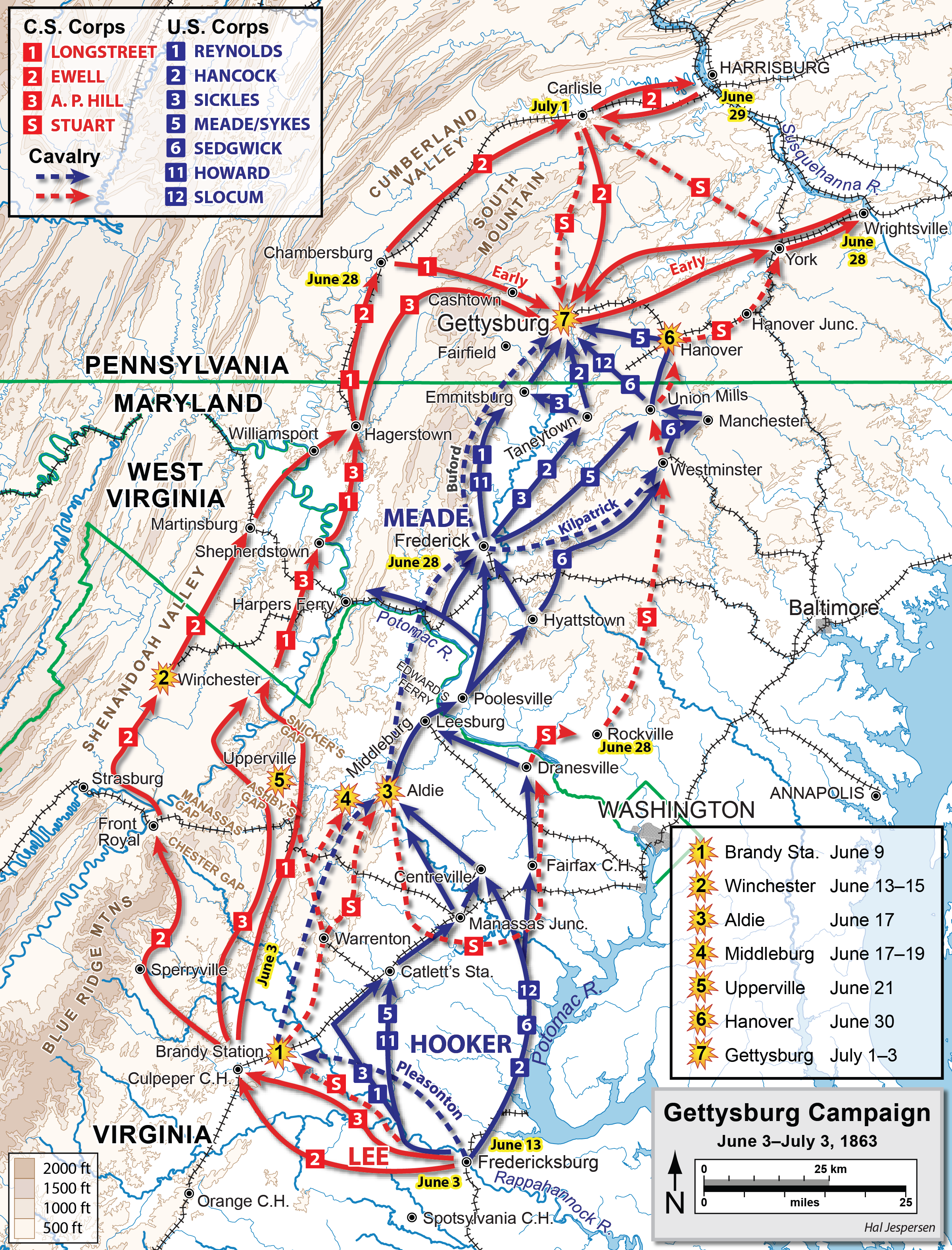
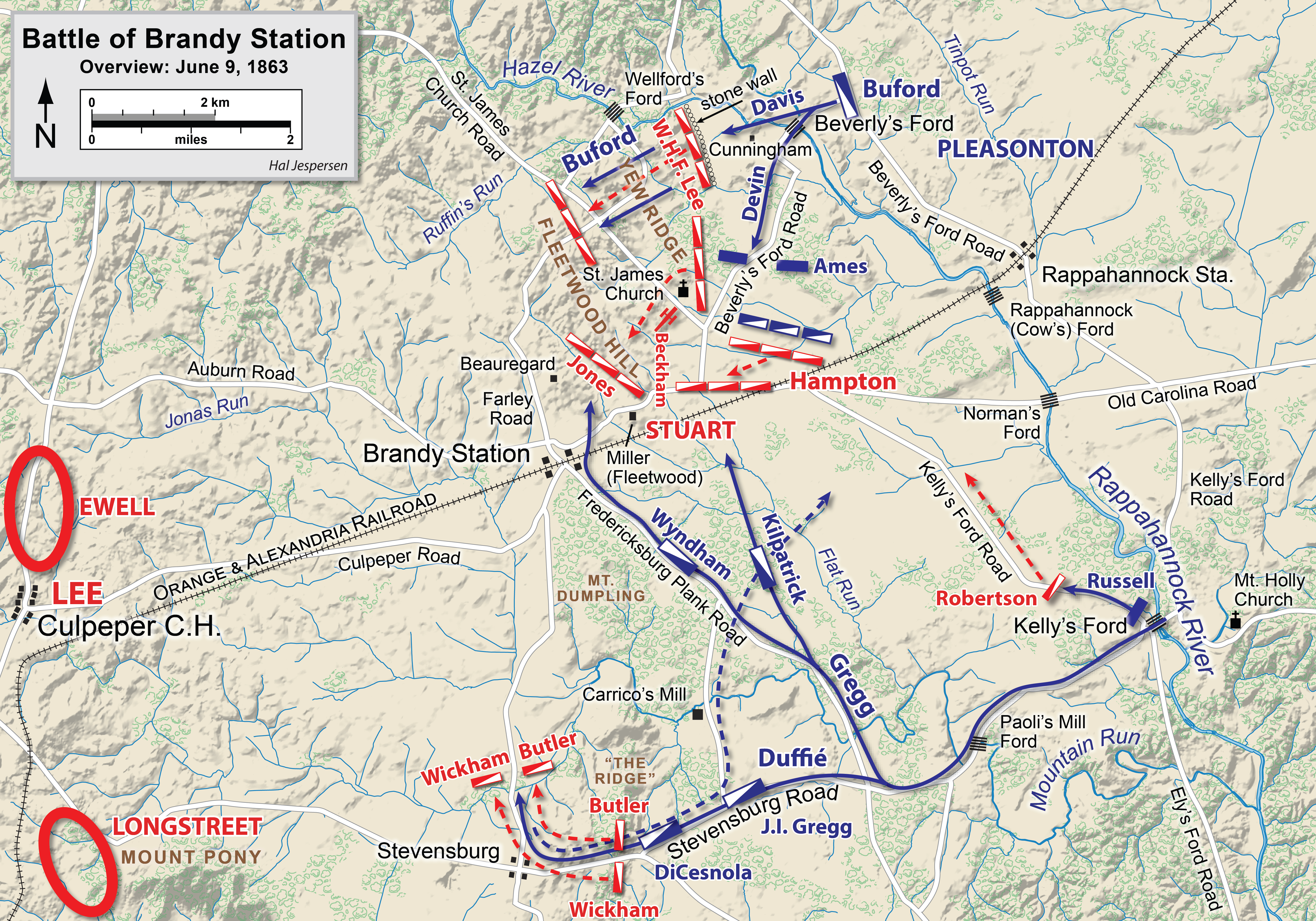
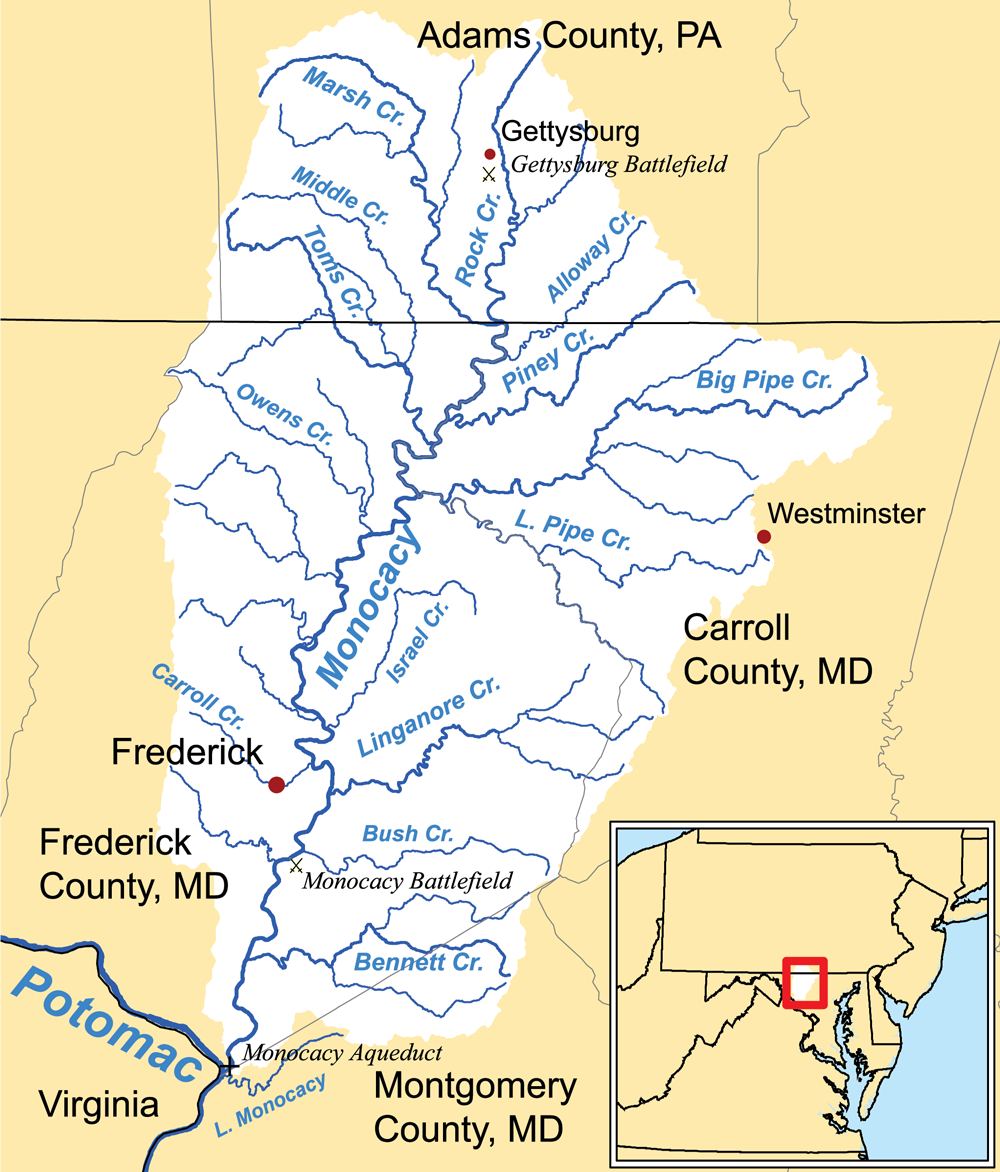
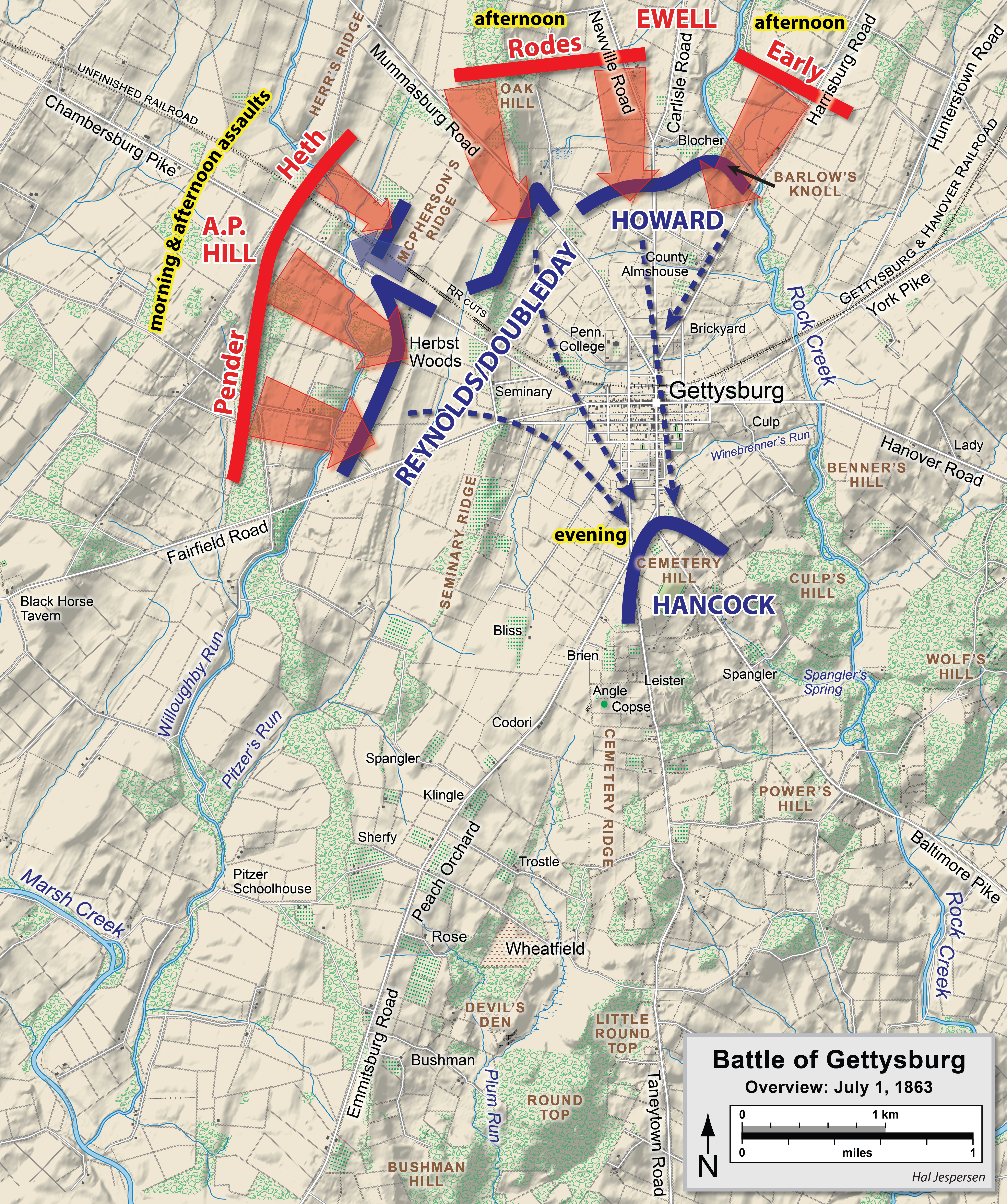
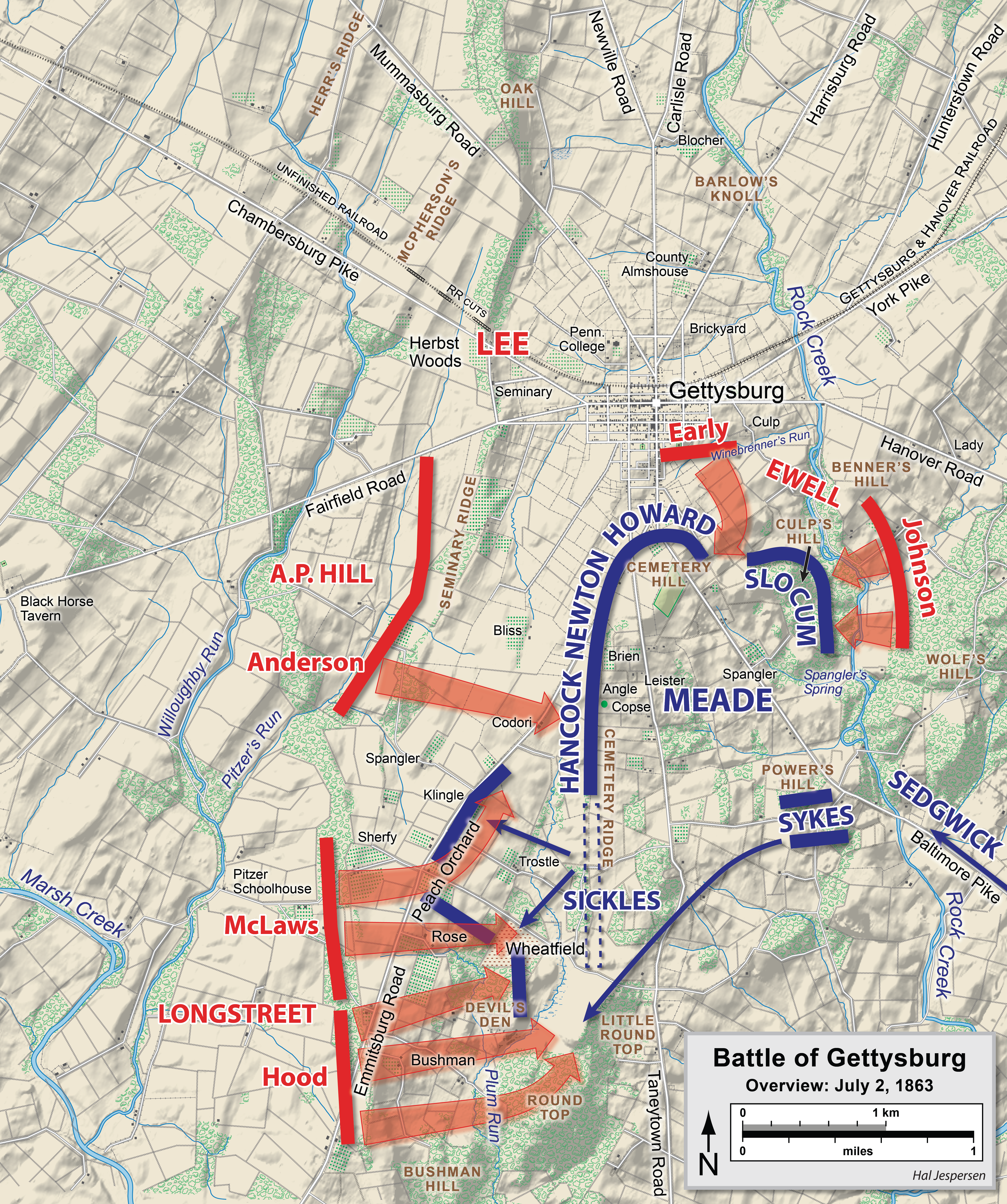
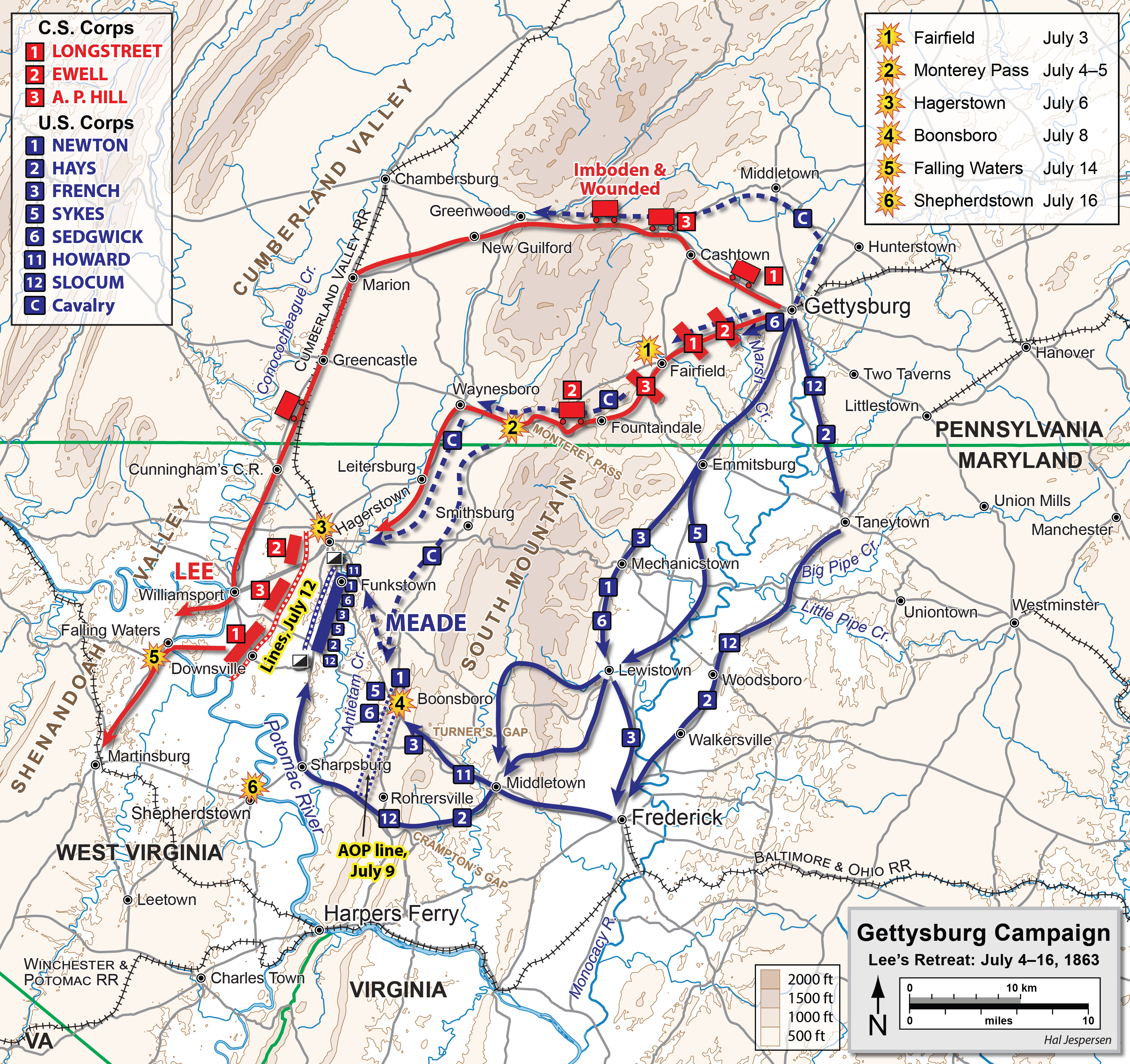